# Planification d'urgence en Belgique

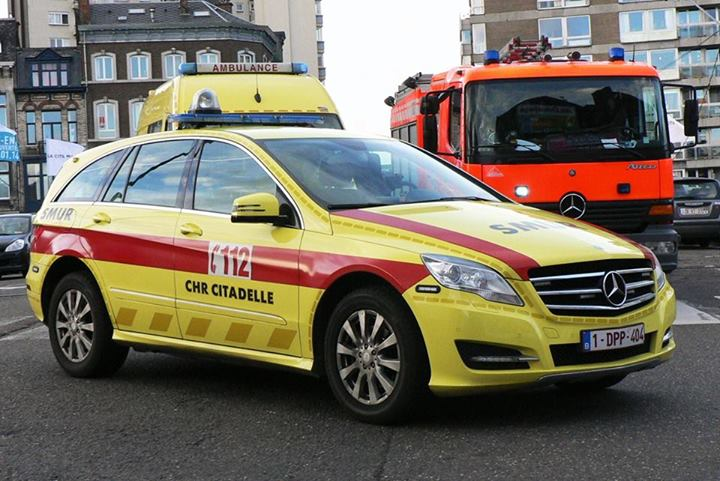
Collaboration entre différents services (disciplines) à Liège: VIM du service SMUR (discipline 2), en intervention lors d'un incendie avec les pompiers (discipline 1).

La planification d'urgence en Belgique régit et organise la planification d'urgence (plan catastrophe) dans ce pays, c'est-à-dire qu'elle met en place l'organisation et la prévention relative à un événement (catastrophique ou non) de grande ampleur nécessitant la collaborations de plusieurs services d’urgence différents (comme les pompiers, l'aide médicale urgente ou la police, par exemple).

## Historique
Le 31 décembre 1963, parait la loi sur la protection civile, qui définit les différentes termes, tels que la protection civile et les services régionaux d'incendie(SRI).
Le 8 juillet 1964, la loi relative à l'aide médicale urgente en Belgique est votée, transférant la responsabilité de celle-ci des communes vers l'état fédéral.
Le 24 juin 1982, parait la première directive européenne dite « Seveso », qui impose aux États membres de l'Union européenne d'identifier les sites industriels présentant des risques d'accidents majeurs et d'y maintenir un haut niveau de prévention.
Le 11 juillet 1990, parait une circulaire ministérielle relative aux plans d'urgence et d'intervention en exécution de la loi du 21 janvier 1987 concernant les risques d'accidents majeurs de certaines activités industrielles.
Le 7 juillet 1994, parait un arrêté royal fixant les normes de prévention incendie dans les nouvelles constructions.
La Loi du 7 décembre 1998 instaure la future réforme des polices de Belgique à la suite de nombreux dysfonctionnements dans l'affaire Dutroux mis en lumière par la commission d'enquête parlementaire débutée en 1996. Cette réforme organise un service de police intégré, structuré à deux niveaux (police locale et police fédérale), qui entrera en fonction le 1er janvier 2001.
La loi du 28 mars 2003 modifiant la loi du 31 décembre 1963 à propos de la protection civile a donné obligation aux bourgmestres de chaque commune d’établir un plan général d’urgence et d’intervention qui prévoit les mesures à prendre et l’organisation des secours en cas d’évènements calamiteux, de catastrophes ou de sinistres.
Le 30 juillet 2004, survient la catastrophe de Ghislenghien qui fit 24 morts et 132 blessés lors de la rupture d'un gazoduc à haute pression qui entraina une explosion sur un zoning industriel. Cette catastrophe met en lumière des dysfonctionnements dans l’organisation et la coopération entre les services de secours et a pour conséquences, outre la réforme de la sécurité civile belge de 2007, une réorganisation de la planification de l'urgence en Belgique, notamment via la création de cinq disciplines de l'urgence par l'arrêté royal du 16 février 2006. 
Le 1er janvier 2019, c'est au tour de la protection civile d'être réformée, réduisant le nombre d'unités de 6 à 2 et redéfinissant les missions qui lui sont attribuées en activités à l'échelon fédéral pour des missions spécialisées et en activités à l'échelon local qui sont alors assurées, depuis lors, par les zones de secours.
Un nouvel arrêté royal parait au Moniteur belge le 22 mai 2019, précisant le rôle des bourgmestres et des gouverneurs de province en cas d'événements et de situations de crise nécessitant une coordination ou une gestion à l'échelon national.

## Disciplines

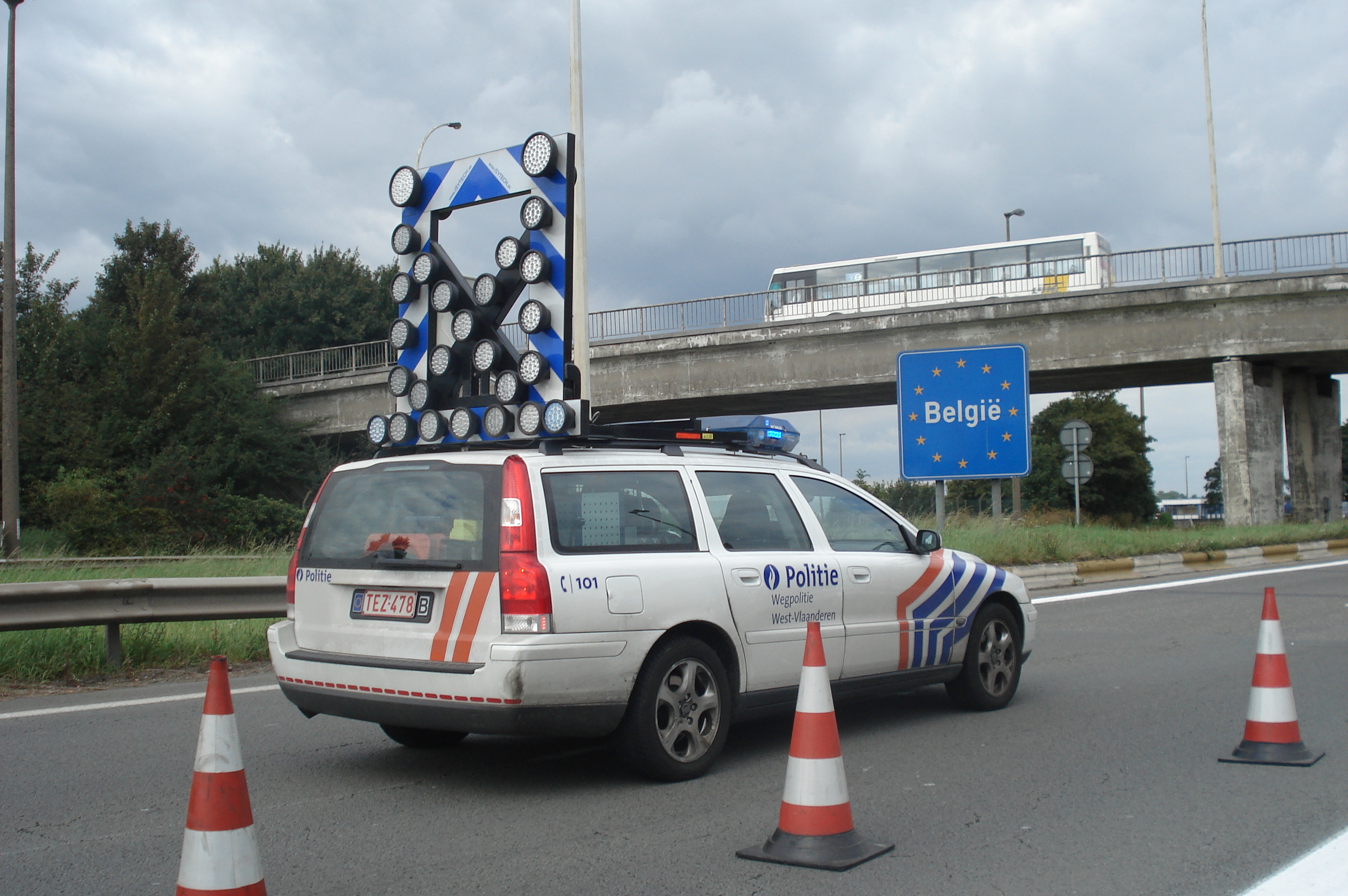
La police belge est l'une des 5 disciplines: la discipline 3.

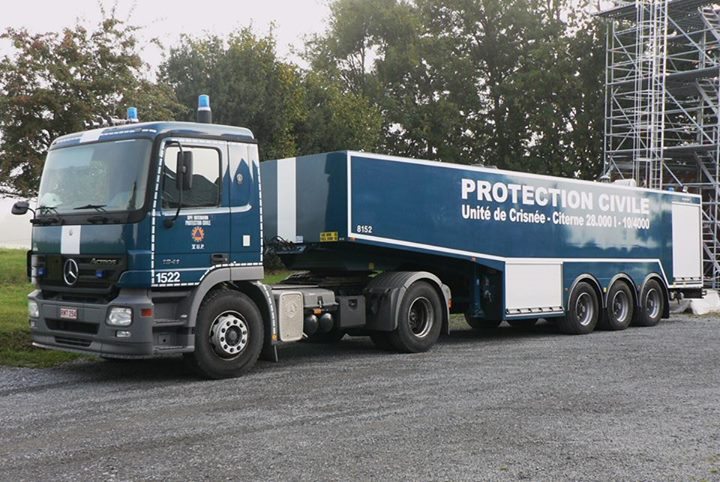
Camion citerne de 28 000 litres d'eau de l'unité de protection civile de Crisnée.

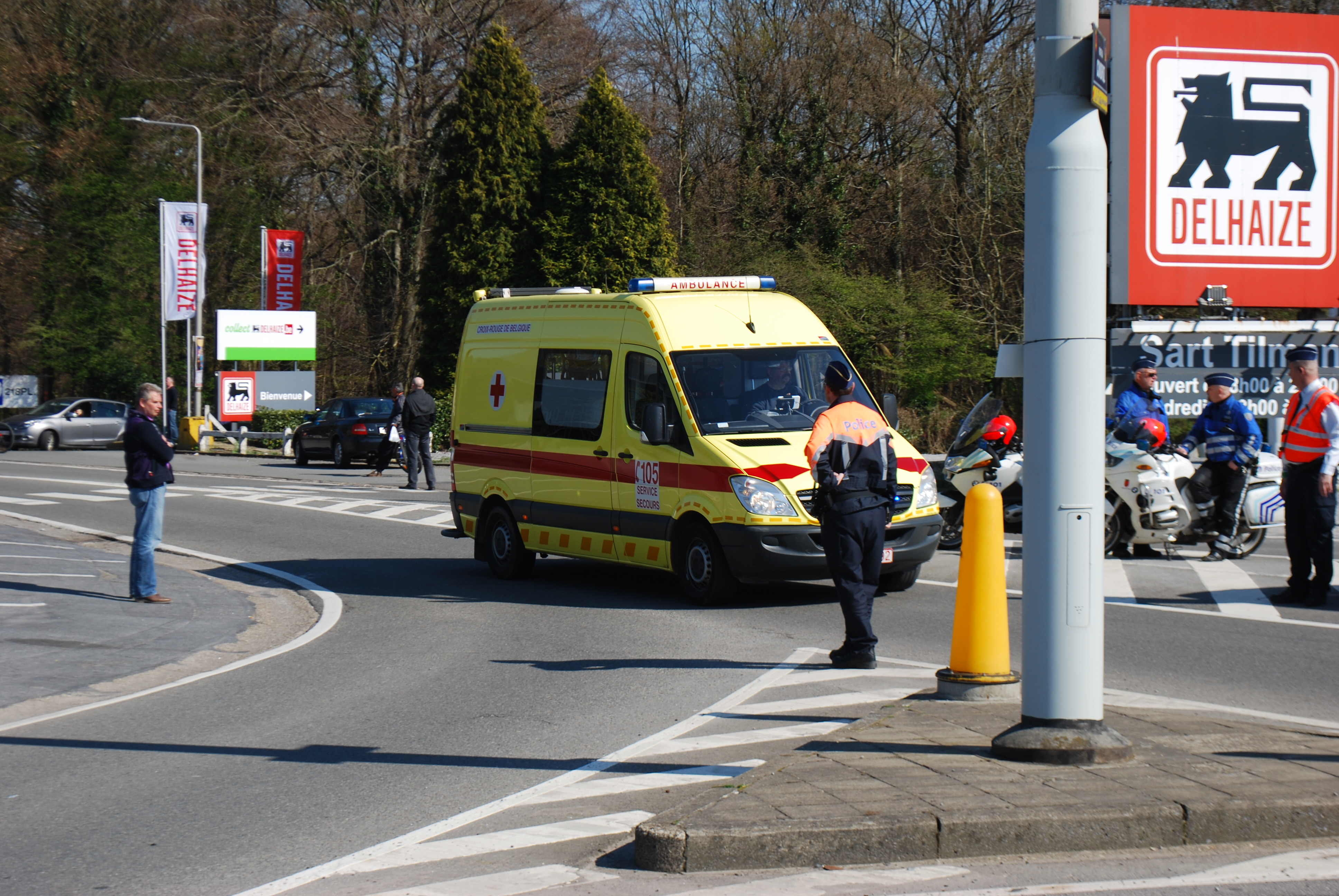
Ambulance de la Croix-Rouge de Belgique (D2) en intervention avec la police locale à Seraing en 2015.

La planification d'urgence en Belgique détermine 5 disciplines ayant chacune un rôle bien défini et étant abréviées par la lettre « D »:
- La discipline 1 (D1) : les services d'incendie concerne les opérations de secours, notamment maitriser la situation d’urgence et en éliminer les risques, rechercher, libérer, secourir, sauver et mettre en sécurité les personnes et protéger les biens, lutter contre les produits dangereux, etc. Ces opérations sont du ressort des services publics d’incendie.
- La discipline 2 (D2) : l'aide médicale urgente. Il lui incombe notamment de créer la chaîne médicale, d’apporter les soins médicaux et psychosociaux aux victimes et aux personnes concernées par la situation d’urgence, de transporter des victimes et de prendre les mesures en vue de protéger la santé de la population, sous l’autorité administrative de l’Inspecteur d’Hygiène Fédéral. Diverses tâches de la discipline 2 sont remplies par les services de l’aide médicale urgente, renforcés en premier lieu par la Croix-Rouge de Belgique.
- La discipline 3 (D3) : la police. En cas de catastrophe, la police fédérale et la police locale ont comme mission de maintenir et de rétablir l’ordre public, dégager les voies d’accès et d’évacuation, escorter les services de secours, installer et faire respecter les périmètres, exécuter l’évacuation et/ou le confinement de la population, veiller au confinement de celle-ci, identifier les personnes décédées et assurer l’enquête judiciaire. La discipline 3 recouvre aussi les missions d'appui (hélicoptères de police, forces spéciales...) et les services dont les fonctionnaires ont certaines compétences en matière de police (police des chemins de fer, IBPT, douanes, etc.).
- La discipline 4 (D4) : l'appui logistique  concerne le renfort en personnel et en matériel, le matériel spécifique, les moyens de communications, le ravitaillement en eau potable, etc. Ces missions sont assurées par les services publics d’incendie, la protection civile, certains services publics ou privés et par la Défense si les moyens civils sont dépassés. La tendance actuelle range aussi les Centres de Crise Régionaux (de Wallonie et de Flandre, notamment) dans la discipline 4. Ils sont considérés comme un « renfort logistique », et un point de contact unique permettant de s'assurer de la collaboration des différents services publics qui relèvent de leurs compétences.
- La discipline 5 (D5) : l'Information. Cet aspect est confié à l’« autorité administrative » (bourgmestre, gouverneur ou ministre), responsable de la phase en cours (communale, provinciale ou fédérale). Le principe est: « Qui gère la phase en cours communique ». L’information est mise en commun par les disciplines et mise en forme, après validation par chaque discipline et par le Parquet. Ainsi, l’ensemble des secours parlent d’une seule voix, ce qui est le gage d’une plus grande cohérence. Cela implique aussi que les différents intervenants doivent éviter les déclarations intempestives. Après la situation d’urgence, des informations sont encore diffusées afin de faciliter le retour à la vie normale. À l'heure où chaque citoyen muni d'un téléphone mobile est un communicateur en puissance, la réalité peut se traduire plutôt par l'adage suivant: « Qui gère la phase en cours tente de coordonner les communicants, et, au besoin, rectifie le tir ». À noter aussi que les missions de la Discipline 5 ont tendance, dans la pratique quotidienne, à s'élargir par la force des choses. Il n'est pas rare de voir des membres de la D5 conseiller l'autorité administrative, participer à des actions de protocole, d'organisation d'événements dans le cadre d'une catastrophe (chapelles ardentes, événements de recueillement, « chaîne de dignité », etc.)., bref, à seconder l'autorité administrative chargée de la gestion de la phase en cours. Pour résumer, la Discipline 5 est devenue, au fil du temps, "l'équipe qui entoure, aide et conseille l'autorité administrative", avec, pour mission primaire, l'information à la population.

## Phases
Il existe 4 phases d'intervention se différenciant par l'ampleur de l'intervention, par la montée en puissance des moyens engagés, ainsi que par l'importance de sa gestion :
- Phase 1 (phase de première intervention) : action impliquant l'intervention de plusieurs services de secours mais n'étant pas déclenchée formellement.
- Phase 2 (phase communale) : phase de renfort nécessitant une coordination des secours et une gestion au niveau communal, déclenchée par l’officier des pompiers ou par le bourgmestre.
- Phase 3 (phase provinciale) : lorsque l’événement nécessite une coordination entre plusieurs communes, la phase 3 est alors engagée déclenchée par l’officier pompier, par deux ou plusieurs bourgmestres ou par le Gouverneur de la province et est gérée par le Gouverneur.
- Phase 4 (phase fédérale) : dès lors que l’événement nécessite une coordination entre plusieurs provinces, ou touche à des risques nationaux (comme le nucléaire etc.). La phase est alors gérée par le Service public fédéral Intérieur et plus précisément par le Ministre de l'Intérieur.

Depuis l'Arrêté Royal de 2006 relatif à la planification d'urgence, ce sont les terminologie phase communale, phase provinciale et phase nationale qui sont privilégiées :
- La « phase communale » déclenchée par le Bourgmestre lorsque les conséquences du sinistre restent au niveau exclusivement de la commune et qu’il peut être combattu par des moyens communaux. L’autorité compétente est le bourgmestre qui informe le gouverneur de province et les communes voisines.
- La « phase provinciale » est déclenchée par le Gouverneur de province  lorsque les implications du sinistre dépassent les limites de la commune, lorsque son ampleur nécessite une coordination au niveau provincial ou lorsque le bourgmestre est défaillant. L’autorité compétente est le gouverneur de province qui informe le Ministre et les provinces voisines.
- La « phase fédérale » déclenchée par le Ministre de l’Intérieur, ou le Ministre de la Santé Publique pour ce qui concerne les secours médicaux, sanitaires et psychosociaux. Elle est mise en œuvre si les conséquences dépassent le territoire d’une province, si l’entièreté du territoire national est concerné, s’il y a une menace grave sur l’environnement, la chaîne alimentaire, les besoins essentiels de la population ou les intérêts vitaux de la nation ou encore s’il est nécessaire de coordonner des départements ministériels ou des organismes fédéraux.

Le déclenchement des phases ne peut pas être délégué, ce qui signifie qu’il est du ressort du seul bourgmestre, du gouverneur ou du ministre selon le cas.
Outre l’étendue géographique des conséquences de la situation d’urgence, la phase dépend des moyens à mettre en œuvre, du nombre réel ou potentiel des victimes, les nécessités de coordination, l’impact social des évènements, leur complexité technique et l’évolution des évènements.     
À noter que certaines matières relèvent d'office d'un certain type de phase: un accident chimique dans une usine classée "Seveso" fera, a minima, l'objet d'une phase provinciale; un accident de type nucléaire, un black-out électrique ou une action terroriste fera d'office l'objet du déclenchement d'une phase fédérale. En cours de gestion de crise, les autorités administratives (Bourgmestres, Gouverneurs, Ministre de l'Intérieur ou de la Santé) pourront décider de changer de type de phase, en fonction de l'évolution de la situation sur le terrain.     

## Cellules de sécurité
Les Cellules de sécurité sont mises en place dans chaque commune et chaque province. Composées de l’autorité politique, d’un Coordinateur Planification d’urgence (Planu) et d’un représentant de chaque discipline, elles sont chargées d’inventorier et d’analyser les risques, d’établir et d’actualiser les plans d’urgence et d’intervention et d’organiser des exercices. Pour le niveau fédéral, la planification d’urgence est assurée par la Cellule de gestion. Elles permettent aussi aux responsables des différentes disciplines de se connaître et d’acquérir une vision plus large avant la crise.

## Coordination

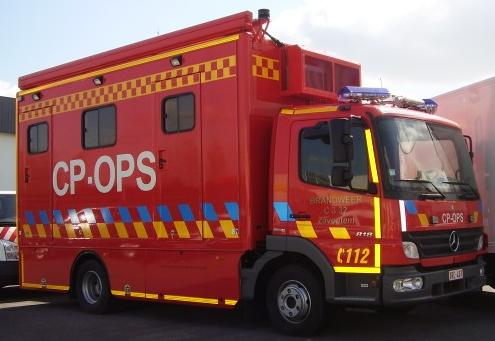
Un camion poste de commandement des pompiers de Zaventem dans la Zone de secours Brabant Flamand Ouest.

La définition de la situation d’urgence parle de l’indispensable coordination des différentes disciplines. Cette coordination s’établit à deux niveaux. 
Le niveau opérationnel, sur le terrain, est géré par le Poste de commandement opérationnel (PCOps). Le PCOps est dirigé par le Dir-PcOps, en général un officier du Service d’incendie, sauf si les circonstances exigent une autre disposition. Par exemple, une émeute dans une prison peut nécessiter une direction par la police. Le PCOps est également constitué d’un directeur pour chaque discipline : le Dir-Si pour le service d’incendie, le Dir-Med pour les secours médicaux, sanitaires et psychosociaux, aidé pour ce dernier point par le Coordinateur psychosocial local, le Dir-Log pour la discipline 4 et le Dir-Info pour la discipline 5. Souvent, s’y adjoindra un représentant de l’institution sinistrée. Le PCOps organise les lieux de l’intervention, met en place les différents périmètres, échange les informations avec les autorités, veille à la sécurité des intervenants, etc.   
Le Comité de coordination communal (CCC) est la cellule multidisciplinaire chargée d’assister le bourgmestre dans la coordination stratégique. Il se réunit dans le centre de crise. Il comprend le Coordinateur communal Planification d’urgence, un représentant de chaque discipline et toute autre personne nécessaire à la gestion de la crise. La discipline 2 est représentée par l’Inspecteur d’hygiène fédéral pour les aspects médicaux et le Psychosocial manager (PSM) pour les aspects psychosociaux. Pour la phase provinciale, le Comité de coordination provincial (CCP) suit la même logique mais comprend en outre les bourgmestres de chaque commune concernée. Si une phase fédérale est déclenché, les cellules de crise se réunissent au sein du Centre de crise gouvernemental. Sous la présidence du Ministre de l'Intérieur, la Cellule de gestion réunit les Ministres concernés afin de coordonner les actions au niveau national.  

## Zonage
Les lieux d’intervention sont répartis en trois zones, délimitées chacune par un périmètre. 
- La zone rouge, délimitée par le périmètre d’exclusion, accessible uniquement aux services de secours intervenants, aux experts et aux techniciens. Pour y aller, il faut donc être équipé, entrainé et avoir une mission à accomplir. Les personnes qui s’y trouveraient déjà doivent immédiatement quitter cette zone ou en être évacuées.
- La zone orange, délimitée par le périmètre d’isolation, où se trouveront le PCOps, le Poste médical avancé et l’appui logistique. Cette zone est aussi accessible aux habitants et aux travailleurs.
- La zone jaune, délimitée par le périmètre de dissuasion, dont l’accès est déconseillé aux personnes qui n’y habitent pas ou n’y travaillent pas. Il vise à éviter le tourisme de catastrophe.

À la demande de l’autorité judiciaire, un périmètre judiciaire peut être tracé en concertation avec le Dir-PCOps.  

## Les différents plans

### Les plans d’urgence et d’intervention
Les principes de prévention se traduisent en Belgique par plusieurs plans :
- Le Plan d’urgence et d’intervention (PUI) est multidisciplinaire. Il se compose :
  - Le Plan général d’urgence et d’intervention (PGUI) qui contient les directives générales et les informations nécessaires pour assurer la gestion de la situation d’urgence. Il comprend notamment les informations générales concernant la commune ou la province concernée, l’inventaire des risques, les moyens pouvant être engagés, les modes de communication, les procédures d’alerte, l’organisation de la coordination opérationnelle et stratégique ainsi que les modalités d’information de la population.
  - Le Plan particulier d’urgence et d’intervention (PPUI) qui complète le PGUI. Il contient entre autres des directives spécifiques supplémentaires concernant un risque particulier. Il porte sur des lieux à risque tels que stations de métros, gares, stades de football, salles de spectacle ou institutions sensibles. Ce plan décrit les scénarios d’incidents et les procédures d’intervention, la coordination des opérations, les mesures de protection des personnes et des biens, la localisation du PCOps, PMA, du centre d’accueil, de la morgue ainsi que les trois périmètres préétablis. Il existe des dispositions spéciales pour certaines entreprises, notamment les entreprises Seveso.
- Le plan monodisciplinaire d’intervention qui règle les modalités d’intervention d’une discipline conformément au PUI. Chaque discipline doit établir le sien qui reprend l’alerte et le départ, la montée en puissance et les renforts, la répartition des tâches, la communication et le commandement. Ils règlent l’intervention de grande envergure de chaque discipline.
- Le Plan interne d’urgence (PIU) qui est un document existant au niveau d’une entreprise ou d’une institution. Il contient des mesures matérielles et organisationnelles adaptées à cet organisme. Si la situation d’urgence dépasse le cadre de l’institution, on déclenche le PPUI concerné. Ce plan doit du reste aussi contenir les modalités d’alerte des services d’intervention externes.

### Le plan PIM

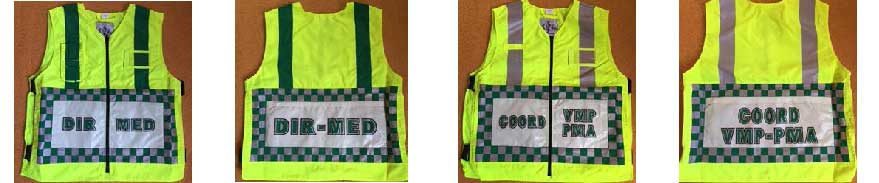
Chasubles jaunes avec fonction du porteur indiquée dans un rectangle fluorescent utilisée dans la chaîne médicale de secours.

Le plan d’intervention médical (PIM) fait partie du plan monodisciplinaire de la Discipline 2. Ce plan monodisciplinaire a pour objectif de préciser les modalités de mise en œuvre, la coordination et l’organisation des moyens de la chaîne des secours médicaux et psychosociaux pour faire face à un afflux de victimes, à une situation sanitaire exceptionnelle ou à une manifestation à risques tout en évitant de porter la désorganisation vers les structures hospitalières ou de surcharger le Service 100. À cette fin, il recense l’ensemble des moyens disponibles susceptibles d’être mobilisés. Le PIM a pour but d’appliquer les techniques de l’urgence individuelle aux situations impliquant un grand nombre de victimes. Ainsi, l'urgence collective nécessite les mêmes procédures et les mêmes moyens que l’urgence individuelle. Toutefois, les besoins en soins médicaux sont tels que les standards habituels de qualité ne peuvent être garantis pour toutes les victimes. Cela nécessitera une catégorisation et un triage des victimes. 
Les deux grands principes sont que :
- Toute victime doit passer par la chaîne médicale des secours.
- Le Centre 100 est le pivot de toute l’alerte de la Discipline 2.

Il est à noter que le PIM est dit « déphasé », c’est-à-dire qu’il n’est pas lié au déclenchement d’une phase communale ou provinciale des plans d’urgence. Il est déclenché d’office si les critères sont réunis. Il est également déphasé car aucune commune ou province, ni même l’État fédéral, ne dispose des ressources nécessaires pour absorber toutes les urgences médicales. C’est ainsi par exemple que lors de la catastrophe de Ghislenghien du 30 juillet 2004, des brûlés graves ont été évacués en France. Ou lors de la tuerie de Liège du 13 décembre 2011, les services médicaux néerlandais de Maastricht sont intervenus.         

#### Historique
Devant le constat qu’en temps de crise, les moyens sont insuffisants par rapport aux besoins, il s’est avéré qu’une organisation spécifique était nécessaire. C’est ainsi que divers acteurs, Ministère de la Santé publique, Croix-Rouge de Belgique, Service médical de l’Armée et le monde académique se sont réunis à Gand en 1991. C’est ainsi qu’est née la doctrine de Gand qui reposait sur une coordination centrale unique et une hiérarchie unique et qui définissait un langage et une vision commune. Le consensus qui s’est dégagé a fait que cette doctrine a été acceptée par tous les acteurs des secours médicaux sans qu’un texte légal la rende obligatoire. Aujourd’hui, via le PIM, les grands principes de la doctrine de Gand ont été transposés dans un texte réglementaire.   

#### La mise en œuvre

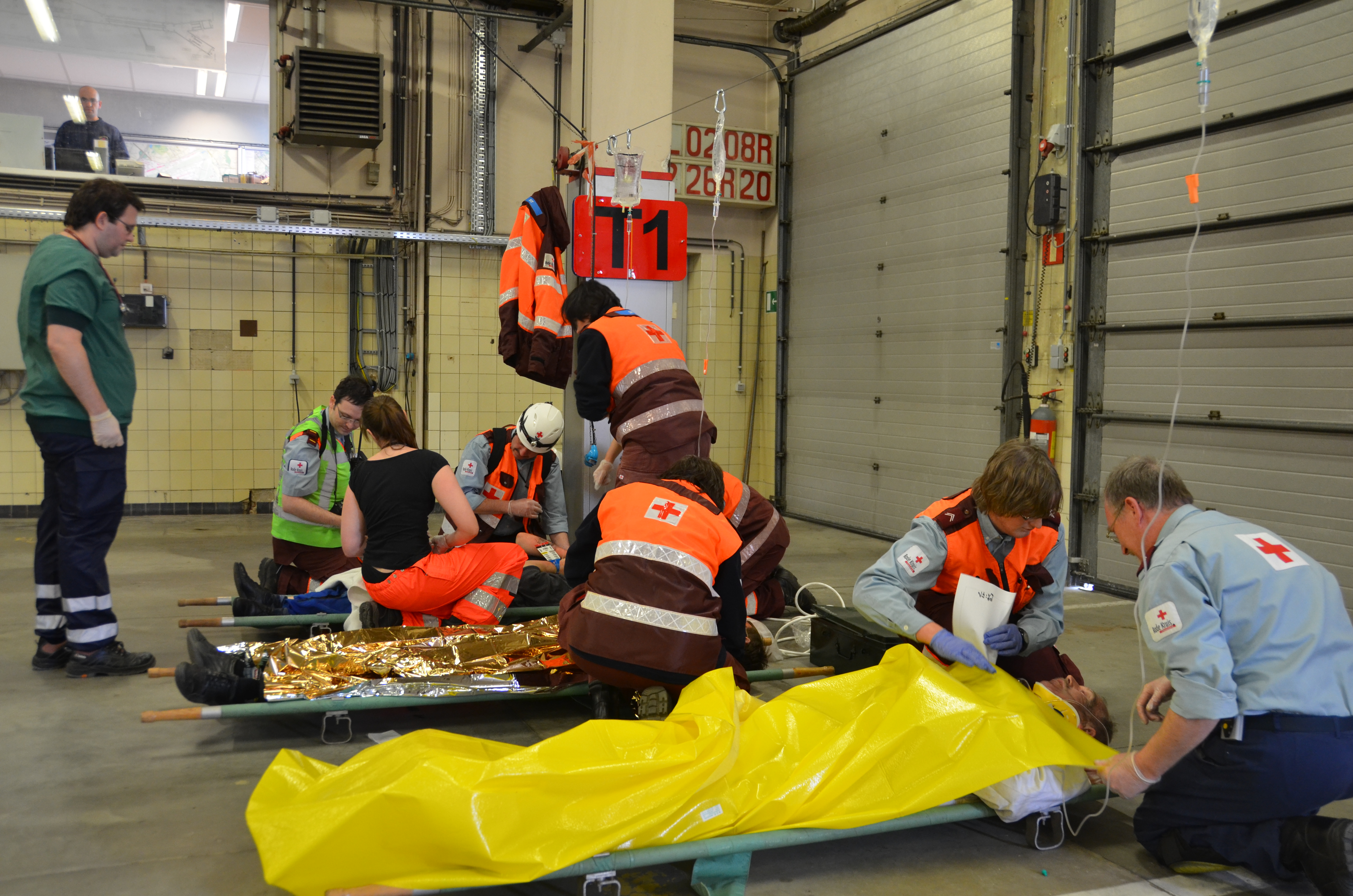
Premiers soins apportés dans un poste médical avancé lors d'un exercice catastrophe à l'aéroport de Bruxelles en 2013.

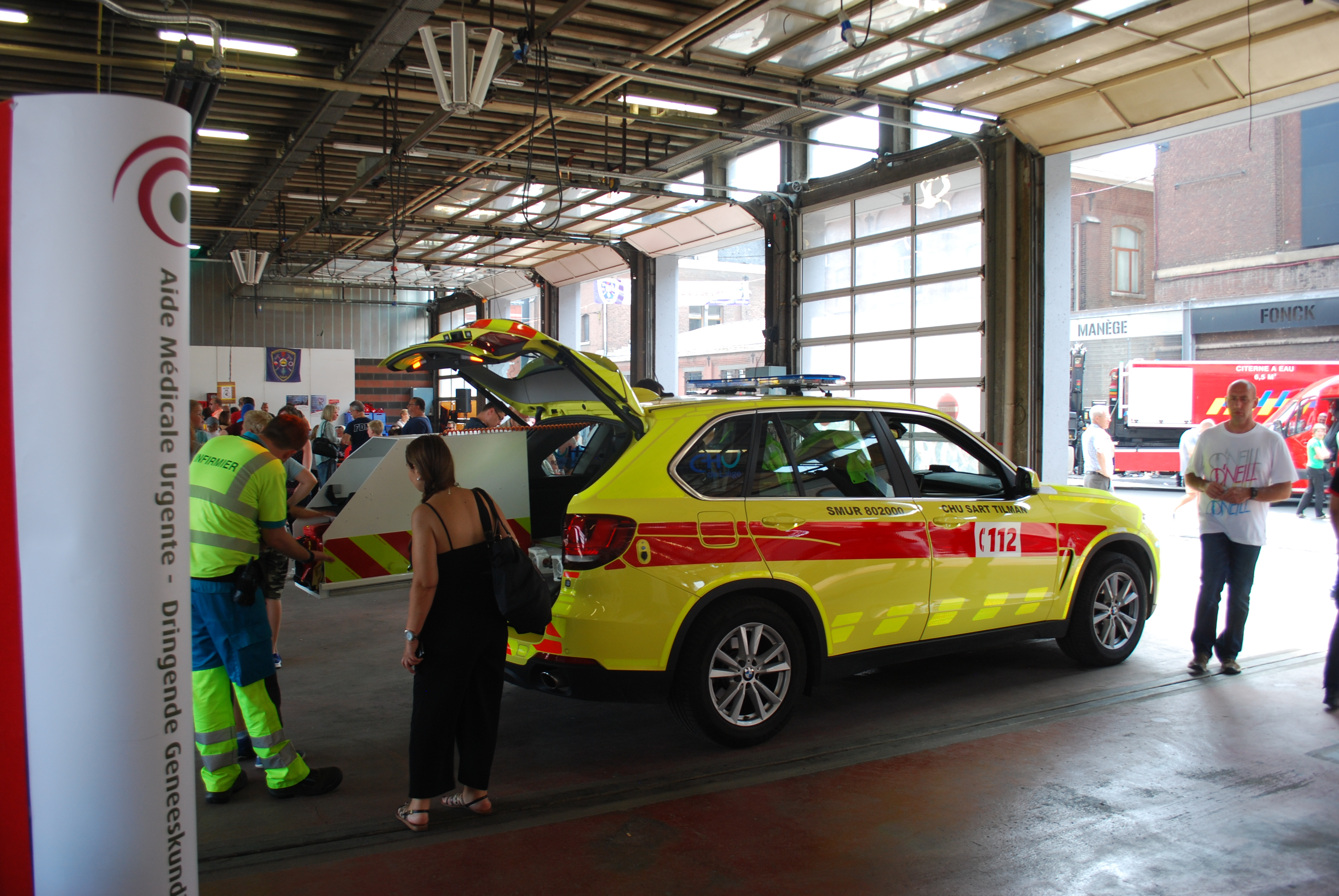
Un SMUR de l'hôpital de la Citadelle de Liège.

Le PIM est mis en œuvre en cas de 5 blessés graves ou de 10 blessés quel que soit leur état, ce qui entraîne la mobilisation de l’Inspecteur d’hygiène fédéral (IHF), du Psychosocial Manager (PSM) et l’envoi sur place du Dir-Med, du Dir-Med adjoint, de 3 SMURS, de 5 ambulances et de la logistique médicale. Si plus de 10 personnes peuvent être mises en danger, l’IHF et le PSM sont mobilisés et le Dir-Med, son adjoint, 1 SMUR et 1 ambulance sont envoyés sur place. Des réponses spécifiques peuvent également être activées pour des situations particulières.

#### Le chantier
La Discipline 1 est chargée des opérations de secours. Elle vise à la maîtrise de la situation d’urgence  et l’élimination du risque. Elle recherche et sauve les victimes et les met en sécurité. La Discipline 2, pour autant que les circonstances le permettent, se limite à effectuer un prétriage, une catégorisation grossière des victimes en fonction d’un code de couleur. Les personnes pouvant marcher sont pourvues d’un macaron jaune et celles ne pouvant pas marcher d’un macaron rouge. Les personnes décédées sur place sont pourvues d’un macaron noir, du moins si un médecin participe au tri. En effet, seul le médecin peut déclarer la mort d’un individu. Les actes de secourisme sont réduits aux gestes vitaux : PLS, couverture, arrêt des hémorragies…    

#### Le poste médical avancé

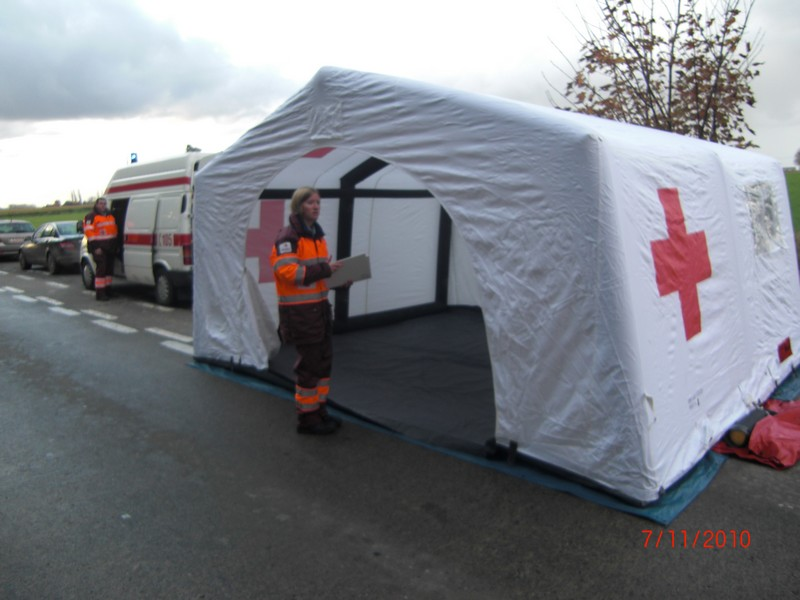
Le poste médical avancé (PMA) peut être installé dans des bâtiments réquisitionnés à cet effet ou dans des tentes (illustration).

Le concept de poste médical avancé (PMA) provient de la médecine militaire, où un poste médical est installé à proximité de la zone des combats. L’installation du PMA doit répondre, outre à la proximité du site de l’accident, à des critères d’absence de danger, d’espace suffisant, de voies d’accès aisées et de moyens de communication. Il s’agit donc d’une structure transitoire préhospitalière qui remplit plusieurs fonctions :
- L’enregistrement et si possible l’identification des victimes
- Un triage plus affiné en trois catégories en fonction de la priorité de soins. Sa finalité est de déterminer un ordre de priorité à l’évacuation des victimes, ce qui impose de les examiner toutes  : 
  - T1 : blessés dont les jours sont en danger, demandant des soins immédiats
  - T2 : blessés sérieux nécessitant une hospitalisation
  - T3 : Blessés légers dont le traitement peut être différé
- La stabilisation
- Les soins et la surveillance
- La mise en condition avant évacuation par des gestes élémentaires de réanimation, de compression des hémorragies, d’immobilisation des fractures et d’application de pansements de protection.
- Le secrétariat out assurant la traçabilité des victimes

#### La régulation médicale
La régulation médicosanitaire des urgences est confiée au SAMU dans les pays ou il existe (France, Brésil, Chili, etc). Le médecin régulateur est chargé de désigner le service hospitalier approprié où sera évacuée la victime en fonction des priorités, de la pathologie et des disponibilités et spécificités des hôpitaux. Il choisit également le moyen de transport le plus efficient. Il évite ainsi l’engorgement des hôpitaux les plus proches du site qui était le résultat des plans anciens et il va les aider à se désengorger s'ils ont été envahis.
La SAMU peut envoyer auprès du PMA un médecin régulateur avancé dans un véhicule ad hoc qui se place auprès des PC de la Police des sauveteurs et du Centre de triage ou d'un Centre d'évacuations aériennes multiples. Plusieurs SAMU impliqués peuvent se répartir ces deux fonctions si nécessaire. 
En France, c'est le médecin régulateur des SAMU qui déclenche la mise en branle des Plans Blancs des SAMU SMUR et des Hôpitaux qui sont concernés et alerte les SAMU voisins. 
Dans les pays ou le réseau des SAMU est complet, ce réseau devient un énorme progrès pour les plans de Protection civile car elle implique directement tous les acteurs de Soins et de la Santé Publique.

#### Les norias

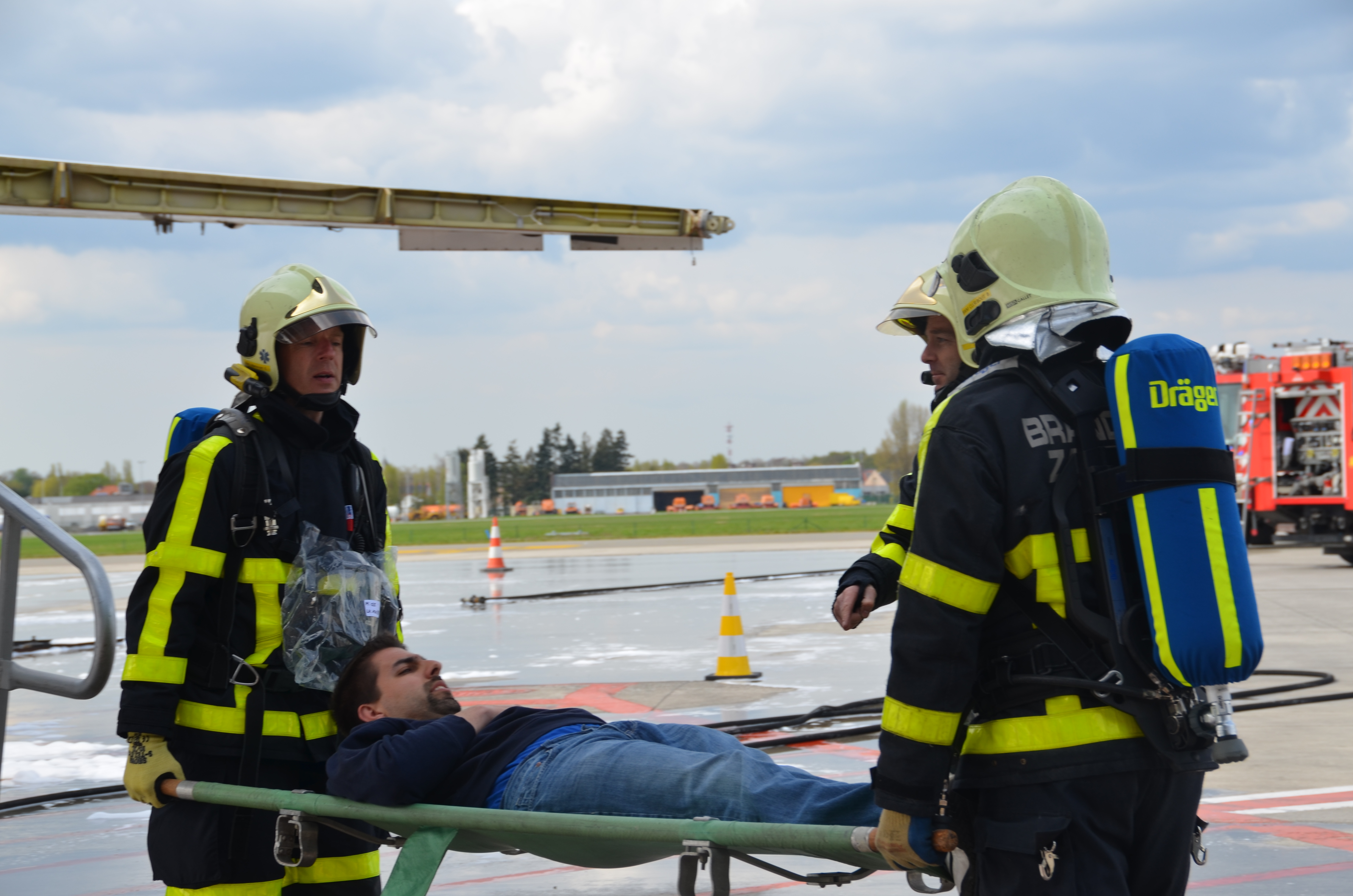
« Petite noria » (brancardage) assurée par des pompiers lors d'un exercice catastrophe à l'aéroport de Bruxelles en 2013.

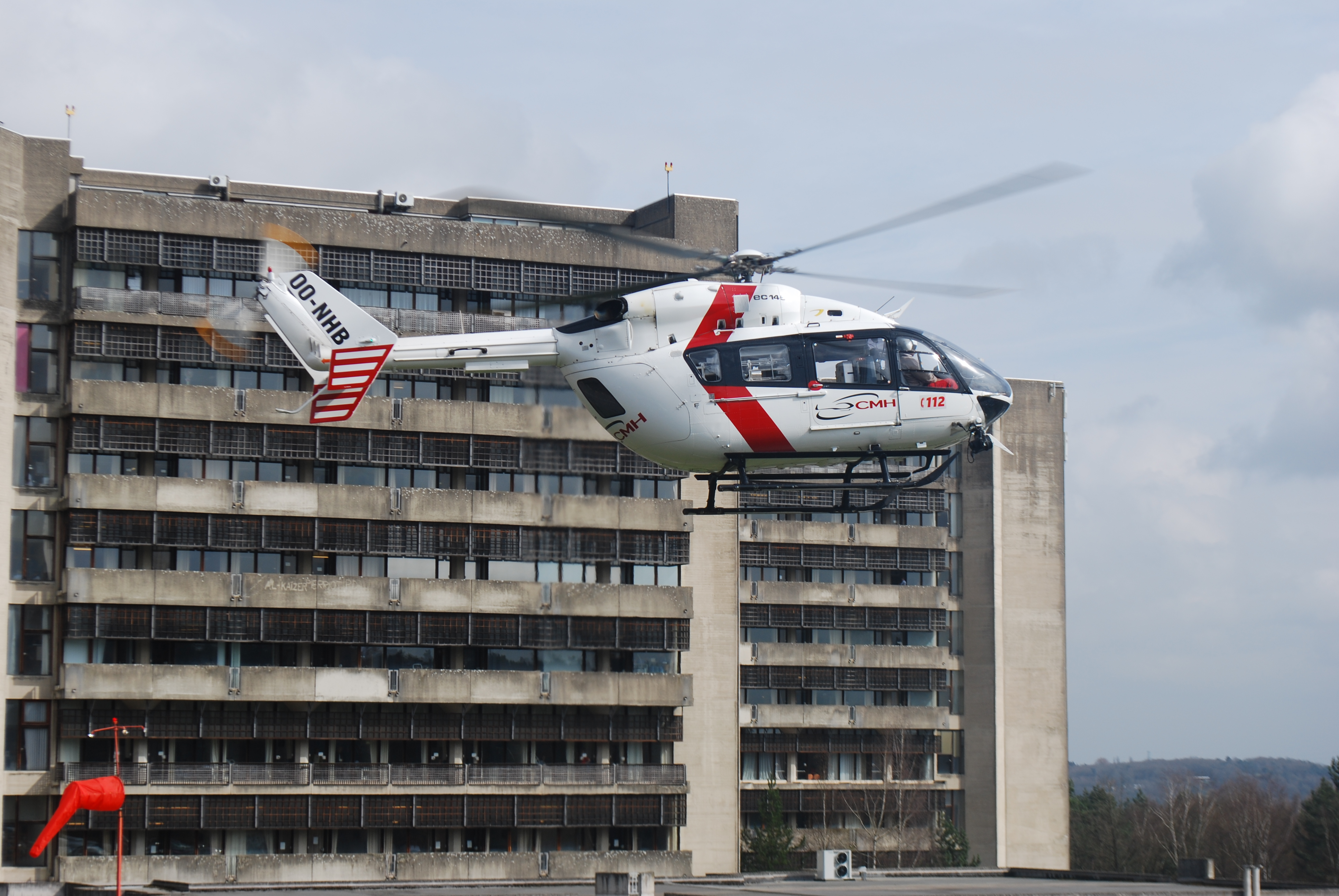
La « grande noria » peut également être effectuée par hélicoptère, ici celui du Centre médical héliporté de Bra-sur-Lienne.

Deux types de trajets ont été prédéfinis pour amener les victimes depuis le lieu de la catastrophe jusqu'aux différentes structures d’accueil. Elles portent le nom de noria, faisant référence à l'aspect circulaire et répétitif du transport de l'eau par ces machines. Ces norias sont assurées par les différents intervenants sur les lieux.
La « petite noria », consiste à brancarder les victimes « rouges » et à accompagner les victimes « jaunes » vers le poste médical avancé (PMA). Les non-blessés sont orientés vers les structures du PIPS. 
La « grande noria » organise le transport depuis le PMA vers les hôpitaux par ambulance médicalisée ou non, transport collectif, hélicoptère, etc. 

#### Les moyens
Le PIM peut compter sur la mobilisation immédiate des moyens habituels de l’aide médicale urgente (AMU), à savoir les ambulances 100, les SMURs et les moyens logistiques tel que le PMA mobile de la Santé Publique. Cette structure comprend notamment du matériel de réanimation respiratoire et circulatoire, une grande tente gonflable, des civières et une réserve d’oxygène. 
Les renforts peuvent provenir de la Croix-Rouge de Belgique, de la Défense, des services d’ambulances ne collaborant pas à l’AMU, des médecins généralistes et des moyens de transports collectifs, publics ou privés.  

#### La gestion
Le PIM se gère sur deux niveaux. Le plan opérationnel, sur le terrain, incombe au Dir-Med, le directeur de l’aide médicale. Il est l’autorité opérationnelle de l’ensemble des secours médicaux et sanitaires, quels que soient leurs services d’origine. À ce titre, il valide l’emplacement du PMA, organise et coordonne la médicalisation des opérations, tient à jour la liste des victimes, s’assure de l’approvisionnement en produits pharmaceutiques, régule l’évacuation des victimes, organise la relève du personnel médical, etc. 
Dans l’attente de l’arrivée du Dir-Med, la fonction est assurée par le médecin du premier SMUR sur les lieux du sinistre. 
Le plan stratégique est assuré par l’IHF qui siège au Comité de Coordination communal ou provincial.  

### Le plan MASH
Le PIM est épaulé par notamment le plan MASH (Mise en alerte des services hospitaliers) qui vise à augmenter les capacités des hôpitaux et par le plan BABI (Belgian association for burn injuries).

#### Généralités
Les victimes recueillies sur le site du sinistre sont destinées à être prises en charge par des structures hospitalières. Si celles-ci ne montent pas en puissance, l’évacuation régulée ne fera que déplacer le problème. Très vite, là aussi les moyens deviennent insuffisants. C’est pourquoi la législation impose à chaque institution hospitalière la mise sur pied d’un plan de Mise en alerte des services hospitaliers (MASH). Ce plan s'appelle depuis le 20 janvier 2017 le plan d'urgence hospitalier (PUH). Ce plan est réalisé sous la responsabilité du médecin-chef de l’établissement. Il vise à mettre sur pied une structure médicale et paramédicale capable de faire face à un afflux de victimes. Celles-ci doivent être accueillies efficacement tout en ne compromettant pas les soins aux patients « normaux ». Le plan MASH est donc mis en place en appui du plan monodisciplinaire de la Discipline 2. Les capacités d’accueil et de traitement de chaque hôpital sont intégrées dans le plan de cette discipline et le Dir-Med en tient compte pour les évacuations au niveau du PMA.    
Outre ce volet externe, le plan MASH comprend aussi un volet interne destiné à réduire les conséquences d’un événement interne à l’institution, tel qu’un incendie. Les hôpitaux renferment des équipements à risque, des patients parfois peu valides, des visiteurs nombreux et des membres du personnel. Il existe un risque théorique de 2 incendies par an pour un hôpital de 500 à 1 000 lits.
Les plans MASH des différents hôpitaux sont intégrés dans les plans provinciaux et doivent être approuvés par le Gouverneur de Province.   

#### Les organes du plan MASH
Le médecin-chef est légalement responsable du plan MASH. 
Le Comité permanent, qui réunit les directions médicale, infirmière et administrative, le service de sécurité et le Comité de prévention et de protection au travail, est chargé de la rédaction, de l’actualisation et de la validation du plan. Il organise des exercices réguliers.
La Cellule de coordination et de commandement (CCC) est activée en cas de déclenchement du plan MASH. Elle se compose des autorités hospitalières : médecin-chef, directeurs des départements logistique, administratif, informatique et infirmier, conseiller en prévention, officier de liaison, délégué à la presse ainsi que de personnel administratif. Elle dirige les opérations et assure les relations avec les services extérieurs et les autorités. 
Concrètement, ses missions sont de nature médicale (gestion du personnel médical, attribution de fonctions, modalités d’évacuation, gestion des lits…), logistique (gestion de stocks, de la lingerie, de la cuisine, du personnel technique, contrôle de la sécurité des appareils médicaux, établissement de voies de circulation…), de coordination avec les autorités (information sur la situation concernant le nombre et la gravité des blessés, adaptation de la protection hospitalière…). La Cellule assure aussi le contact avec les médias et organise l’encadrement des familles des victimes.    
Dès la mise en route du plan, du personnel est rappelé de manière nominative. Ce rappel nominatif s’explique par le fait que l’expérience montre que les appels généraux via les médias provoquent un afflux désordonné de personnel, ce qui entrave le bon fonctionnement du plan.  

#### Les phases
- La phase 1 ou phase de préalerte. À la suite d'un avis d'alerte sérieux, Le personnel présent est informé ainsi que la CCC, principalement le médecin-chef, les directeurs de département et le conseiller en prévention.
- La phase 2 ou phase d’alerte. Le nombre de victimes attendues ou effectives est supérieur à la capacité habituelle de l’hôpital. La CCC est activée. Le personnel de garde est informé et mobilisé, le personnel d’astreinte est rappelé ainsi que du personnel supplémentaire selon les besoins (urgences, quartier opératoire, soins intensifs…).
- La phase 3 ou phase d’état. Dans le cadre d’un incident majeur entraînant un afflux massif de victimes ou prolongé dans le temps. Outre les mesures citées ci-dessus, du personnel non d’astreinte est rappelé, des congés annulés, des mesures exceptionnelles d’évacuation et d’hébergement décidées par le CCC, etc.

#### Le déclenchement
- Sur réquisition du Centre 100
- Sur décision du médecin-chef
- À défaut, le chef du Service des urgences
- À défaut, le chef du Service des soins intensifs

#### Le déroulement
Le service des urgences est le premier à adapter ses structures pour recevoir les victimes selon les principes de fonctionnement d’un poste médical avancé (PMA). Les ambulances déchargent les victimes au sas d’admission. Le secrétariat in attribue un numéro d’identification à chacune. Les victimes sont catégorisées en U1 – U2 – U3 et UD. Des équipes médicales et infirmières sont attribuées à chaque secteur. Si nécessaire, les victimes sont transférées à l’extérieur par un sas d’évacuation. 
Le bureau central du service est transformé en Poste de commandement opérationnel (PCO) et en centre de régulation.     
La montée en puissance concerne également le quartier opératoire, les soins intensifs, la radiologie et la psychiatrie. 
Il est à noter que l’expérience des urgences collectives montre que l’hôpital le plus proche du sinistre est « pris d’assaut » par des victimes arrivant spontanément ou évacuées de manière sauvage par des passants. La doctrine veut donc que cet hôpital ne soit plus intégré dans les évacuations depuis le PMA car il aura déjà à gérer un grand nombre de victimes.

### Le plan PIPS
Le PIPS (Plan d’intervention psychosocial) apporte une réponse aux victimes non-blessées et aux impliqués de la crise, il fait partie du plan monodisciplinaire de la Discipline 2 qui comprend les secours médicaux, sanitaires et psychosociaux. 
Il entre dans la logique plus large de la planification d’urgence. Dans une situation d‘urgence collective, on rencontre une inadéquation brutale entre les besoins, soudainement très grands, et les moyens, limités car ne dépassant pas dans un premier temps ceux habituellement mis en œuvre. Les renforts n’arrivent que dans un deuxième temps. Il faut alors passer d’une logique d’efficacité à une logique d’efficience et la priorité doit être donnée à l’organisation sur la satisfaction des besoins individuels. Par exemple, lors d’un incident impliquant de nombreux blessés, les premiers secouristes sur place devront prioritairement transmettre un bilan le plus complet possible au Centre 100, évacuer les personnes non-blessées et faciliter l’arrivée des secours, sans prodiguer des soins, même vitaux, à une victime particulière. Agir ainsi serait diminuer les chances de survie du plus grand nombre. Il s’agit là d’une rupture avec les concepts habituels du personnel soignant, habitué à tout mettre en œuvre pour sauver une vie. 
Pour pallier l’insuffisance de moyens de la première phase de la situation d’urgence, il faut concevoir des plans d’urgence. Ces plans permettent d’établir une unité à la fois dans l’action et dans le commandement. Ils instituent également un langage commun et permettent aux décideurs des différentes disciplines de se connaître, ce qui facilite grandement les contacts lors de la crise. Les plans comprennent un inventaire des moyens humains et matériel ainsi qu’un règlement de manœuvre et des schémas de communication. 
Cette planification permet de prévoir ce qu’il est possible de l’être et donc de limiter au maximum les moments d’incertitude et d’improvisation, synonymes de chaos dans les opérations de secours. À l’évidence, il n’est pas adéquat de chercher au moment de la crise les numéros de téléphone du personnel à rappeler et les clés des bâtiments stratégiques. Beaucoup d’impondérables sont à gérer lors de la situation d’urgence pour ne pas perdre son temps à cela. 
C’est dans cette logique que s’inscrit le PIPS. Il active et coordonne les actions psychosociales lors de situations d’urgences collectives, aussi bien dans la phase aiguë que dans le soutien à plus long terme apporté aux personnes impliquées. Ses publics-cibles sont multiples : les blessés, les non-blessés, leurs proches, les intervenants, les témoins et d’autres groupes éventuels. 
Il répond à plusieurs nécessités durant la situation de crise.
- Le transport des personnes non-blessées depuis le site de l’incident jusqu’à un endroit sécurisé et hors de vue des curieux.
- L’ouverture d’un Centre d’accueil (CA) où ils seront pris en charge, identifiés et informés et où ils pourront bénéficier d’un premier soutien émotionnel. Ce centre doit pouvoir accueillir une centaine de personnes dans de bonnes conditions de confort (chaises, tables, boissons, infirmerie, sanitaires…) et permettre aux travailleurs psychosociaux d’effectuer leur tâche de manière optimale.
- Une structure d’hébergement en cas de prise en charge prolongée. La réflexion doit alors être poussée et envisagée sur le plus long terme. Ainsi, il faut prévoir de la literie, des vêtements, des douches, du matériel d’hygiène individuelle et collective, etc. Il faudra aussi gérer la promiscuité dans un lieu d’hébergement qui n’est pas prévu comme tel au départ et tenir compte de certains cas particuliers, les personnes âgées par exemple.
- La mise en œuvre d’un Centre d’appel téléphonique (CAT) auquel peuvent s’adresser les personnes potentiellement impliquées dans la crise. Son but est de centraliser les demandes de renseignement, d’informer les proches en leur transmettant des informations fiables et de manière organisée. Il limite ainsi le nombre de personnes recherchant des informations sur le lieu du sinistre ou appelant les services officiels (administration communale, Centre 100, commissariat de police…). Les numéros d’appel sont communiqués aux personnes intéressées par toute voie de presse.
- Via un Centre d’encadrement des proches (CEP), le PIPS assure la prise en charge des victimes indirectes (familles, amis, collègues,…) où celles-ci sont accueillies, informées, identifiées et soutenues au point de vue émotionnel. Là aussi, cette structure évite l’arrivée de ces personnes angoissées sur le lieu du sinistre. Le cas échéant, le PIPS prévoit la prise en charge des familles endeuillées par l’ouverture d’une chapelle ardente où l’on accueillera les proches, on veillera à la présentation correcte des corps, à l’accompagnement lors du dernier hommage, à la transmission des informations et au soutien des familles lors des funérailles.
- Le PIPS veille aussi à l’établissement des listes de victimes blessées et indemnes. Un Centre de traitement des données (CTD) collecte les identités, encode, trie et vérifie les données. Ces données sont récoltées notamment auprès du Poste médical avancé, des hôpitaux, du Centre d’Accueil, du Centre d’appel téléphonique et du Centre d’encadrement des proches. C’est au sein du CTD que ces données sont vérifiées et recoupées afin de pouvoir fournir, après validation, des informations claires aux proches et aux autorités.

Ces différentes structures sont prévues dans le cadre de la planification d’urgence et activées en cas de crise. Les communes sont les chevilles ouvrières du PIPS. Cela s’explique par la proximité nécessaire des réponses à apporter aux besoins immédiats de ses publics-cibles. Elles doivent également prévoir à la fois les infrastructures et le personnel adéquat, assurer la logistique générale et spécifique à chaque structure, les moyens de communications et les partenariats avec des intervenants extérieurs tels que la Croix-Rouge. Des mutualisations des moyens sont évidemment possibles.
Dans les 24 à 48 heures après la crise, le PIPS prévoit l’élaboration d’un bilan post-crise qui analyse les informations récoltées auprès des différents intervenants à la suite de la crise. Il permet de déterminer l’impact psychosocial et les besoins des différents groupes-cibles et détermine les ressources disponibles et à mobiliser. C’est sur cette base que la décision sera prise de clore ou de poursuivre l’action du PIPS.       
Dans le plus long terme, quelques jours après le bilan post-crise, le PIPS prévoit la constitution d’un Comité de coordination psychosociale (CCPS) qui évalue et décrit clairement les besoins. C’est de ceux-ci que dépend la composition du comité. Il assure le suivi des besoins collectifs des impliqués et veille à ce qu’une réponse y soit apportée. Il assure également une fonction de relais et de coordination pour les besoins individuels. Enfin, si nécessaire, le CCPS met en place un Centre d’information et de soutien (CIS), point de contact organisé pour les victimes directes et indirectes, les impliqués et les intervenants lorsqu’un soutien ultérieur est nécessaire. Il peut se concrétiser par un numéro de téléphone, une adresse électronique ou un bureau séparé avec du personnel. Son fonctionnement est déterminé par le CCPS et dépend de la nature du sinistre et des besoins qui ont été déterminés.
Le PIPS répond donc aux standards de la planification d’urgence en réduisant le temps nécessaire à la mise en place des structures de crise. Il donne un cadre de travail aux intervenants et repose essentiellement sur les ressources locales. Il a pour philosophie de répondre à la fois aux besoins organisationnels en temps de crise et aux aspects humains. Par exemple, le Centre d’Encadrement des Proches a pour but non seulement d’éviter l’afflux de proches désemparés sur les lieux du sinistre où ils ne feront que gêner les opérations de secours mais aussi d’offrir à ces proches un accueil à visage humain et le réconfort dont ils ont besoin.

### Le plan BABI

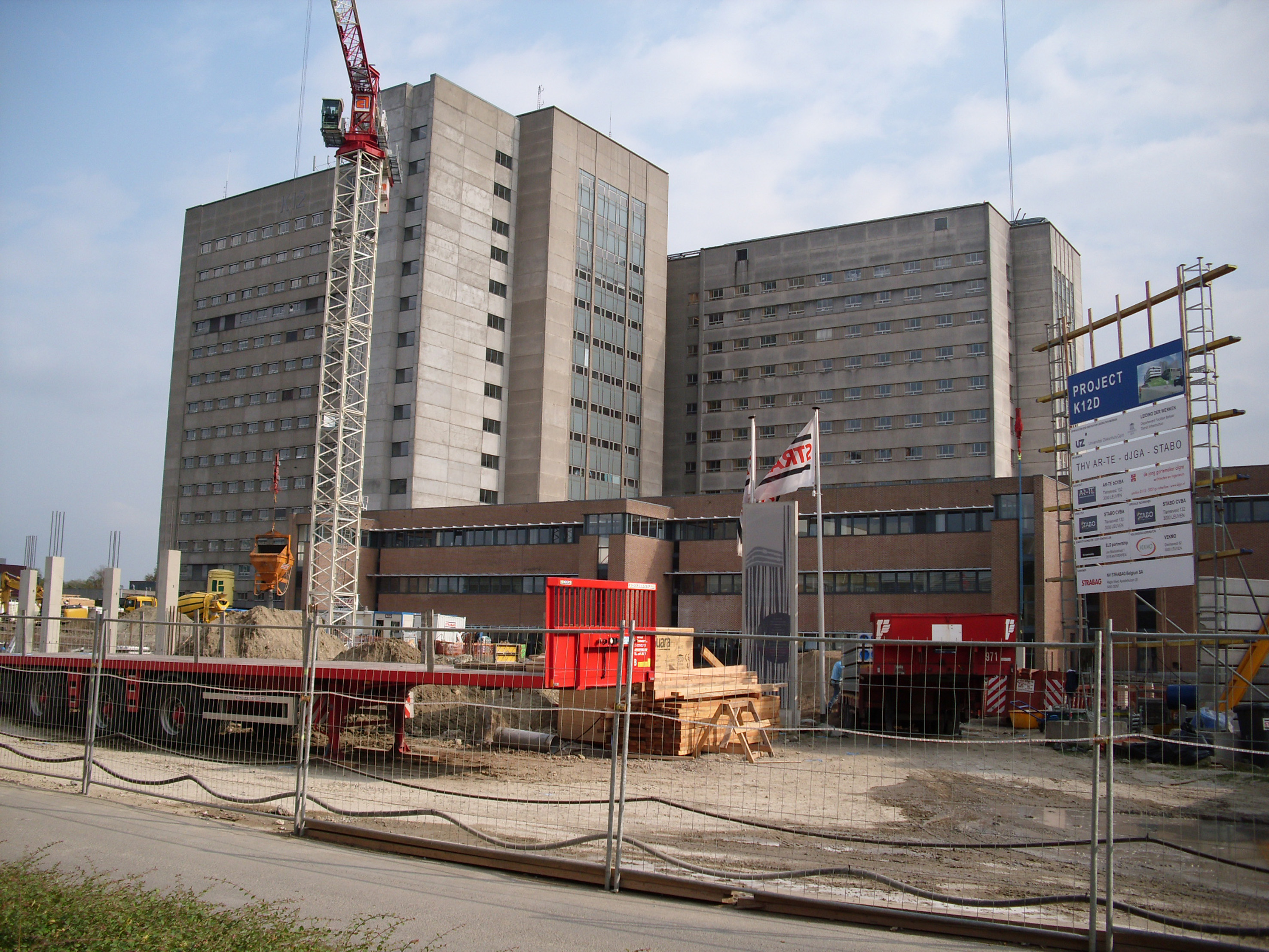
L'hopitâl universitaire de Gand.

La Belgian association for burn injuries (BABI) a établi un plan de gestion préhospitalière et interhospitalière des grands brûlés au cours des 72 heures après l’accident. En effet, en cas d’urgence collective, les lits pour brûlés risquent d’être en nombre insuffisant. Des services d’urgence classiques doivent alors prendre en charge des brûlés graves pendant plusieurs jours. L’explosion de Ghislenghien du 30 juillet 2004 a apporté une confirmation douloureuse à cette situation.
La Belgique dispose de 7 centres de brûlés situés à Anvers, Gand, HUDERF, Liège, Louvain, Neder-Over-Heembeek (Hôpital militaire Reine Astrid), pour un total de 65 lits, que l’on peut porter à 100 en cas de crise. Ils ont constitué une ASBL dont un des buts est de maintenir à jour un plan de coordination et de régulation des lits pour brûlés en cas d’urgence collective : le plan BABI. Celui-ci vise à régler les aides mutuelles entre les différents centres par une mise en alerte rapide, une augmentation des capacités, une réponse médicale rapide et adaptée, une répartition des transferts secondaires et une assistance réciproque avec les pays limitrophes. 
Le plan BABI peut être activé notamment par le Centre 100, le Dir-Med, l’Inspecteur d’Hygiène fédéral ou le centre de brûlés le plus proche du sinistre. 
Une centrale téléphonique a été mise en place au sein de l’Hôpital militaire Reine Astrid, choisi pour sa situation centrale et le multilinguisme de son personnel. Elle est distincte du centre de brûlés situé dans le même hôpital. Elle prend contact journellement avec les centres de brûlés pour tenir à jour la liste des lits disponibles. En cas de déclenchement du plan BABI, elle collecte les informations, sur la nature du sinistre, le nombre et le type de victimes. Elle contacte ensuite tous les centres de brûlés. Les évacuations sont alors coordonnées et régulées. 
La centrale assure aussi le suivi de l’évolution des patients et veille au rapatriement des patients admis à l’étranger.  
D’autre part, la B-Team (burn-team), équipe médicale spécialisée (chirurgien, anesthésiste et infirmier) dans le traitement des brûlures, est envoyée afin d’effectuer un triage des victimes. Elle apporte aussi son aide aux services d’urgence généraux ne disposant pas d’une expertise particulière en matière de brûlures. Ce triage évite le gaspillage des lits spécifiques 
Le plan BABI est donc un complément de la chaîne médicale en situation d’urgence collective. 
Par ailleurs, la BABI organise des réunions régulières, des symposiums et des formations.

## Gestion de la crise en pratique

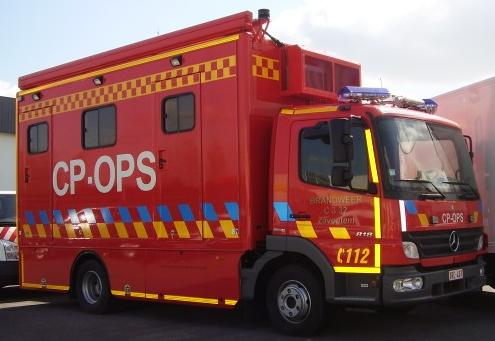
Le camion « Poste de commandement opérationnel » (PC-OPS), des pompiers de Zaventem (zone de secours Brabant flamand ouest), où se réunissent les directeurs opérationnels (étant sur le terrain) des différentes disciplines.

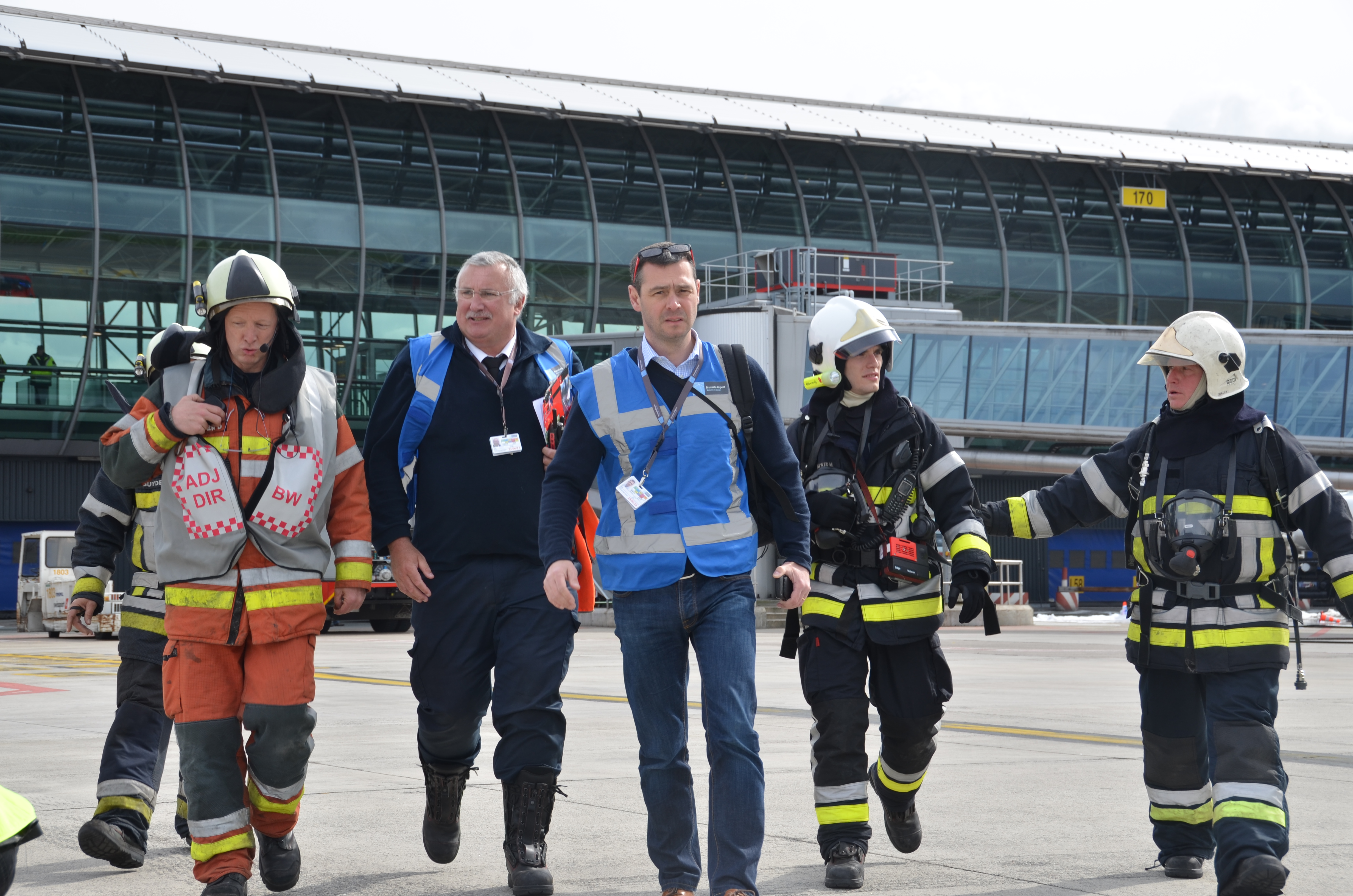
Plusieurs pompiers lors d'un exercice catastrophe à l'aéroport de Bruxelles en 2013. On notera la vareuse « Adjoint DIR SI » que porte l'officier-pompier à gauche de l'image.

Lors d'une crise grande ampleur, les opérations sont gérées à deux niveaux :
- le niveau opérationnel où un poste de commandement est mis en place sur le terrain pour coordonner les différentes disciplines placées sous l'autorité du « Dir-PC-OPS ».
- le niveau stratégique où l'autorité coordonne les opérations nécessaires avec les responsables de discipline.

Les abréviations des directeurs de chaque disciplines sont les suivantes :
| Niveau Opérationnel                                           | Niveau Stratégique                                                    |
| ------------------------------------------------------------- | --------------------------------------------------------------------- |
| DIR-SI directeur service d'incendie (un officier de pompier). | DIR-D1                                                                |
| DIR-MED directeur médical (un médecin)                        | DIR-D2 généralement l'Inspecteur d'Hygiène Fédéral secondé par le PSM |
| DIR-POL directeur de police (un officier de police)           | DIR-D3                                                                |
| DIR-LOG directeur logistique                                  | DIR-D4                                                                |
| DIR-INFO directeur de l'information                           | DIR-D5                                                                |

## Communication
Les différents services d'urgence utilisent tous le même opérateur radio: l'opérateur A.S.T.R.I.D..